# タデウシュ・シフィオンテク
タデウシュ・シフィオンテク（Tadeusz Świątek, ポーランド語発音: [taˈdɛ.uʂ ˈɕfʲɔntɛk]、1961年11月8日 - ）は、ポーランドの元サッカー選手。ポジションはディフェンダー、ミッドフィールダー、フォワード。
Kリーグ時代の登録名はテッド（ハングル: 테드）。

## タイトル

### ヴィジェフ・ウッチ
- ポーランド・カップ：1984-85

### 油公コッキリ
- Kリーグ：1989

### 個人タイトル
- Kリーグベストイレブン：1991